# 조양래
조양래(趙洋來, 1937년 10월 19일~)는 한국타이어의 회장이었다. 한국타이어 타이어부문 사장은 그의 차남 조현범이 물려받았다.

## 학력
- 경기고등학교 졸업
- 앨라배마 대학교 경영학 학사

## 경력
- 동양나일론 이사
- 한국타이어제조 상무이사
- 한국타이어제조 전무이사
- 한국타이어제조 부사장
- 한국타이어제조 사장
- 대한타이어공업협회 회장
- 한국타이어 회장
- 한국타이어월드와이드 회장
- 한국테크놀로지그룹 회장
- 한국앤컴퍼니 명예회장

## 서훈
- 1986년 동탑산업훈장
- 2012년 헝가리 십자공로훈장[2]

## 가족 관계
- 아버지 조홍제
- 어머니 하정옥
  - 사돈 이명박
  - 부인 홍문자
    - 장녀 조희경
    - 차녀 조희원
    - 장남 조현식
    - 차남 조현범